# Sergio Rojas Ortiz
Sergio Rojas Ortiz, indígena Bribri del clan U̱niwak (Territorio Indígena de Salitre, Costa Rica,  3 de junio de 1959-, 18 de marzo de 2019)  líder y defensor de los derechos de los pueblos indígenas en Costa Rica. El líder Bribri había sufrido múltiples amenazas y agresiones por parte de usurpadores de las tierras indígenas.  
Sergio Rojas Ortiz fue asesinado a balazos en su casa en horas de la noche del día 18 de marzo de 2019, a causa del incumplimiento de Costa Rica de la Resolución 16/15. de la Comisión Interamericana de Derechos Humanos, donde se le ordenó al Estado adoptar las medidas necesarias para garantizarle su vida e integridad física, a través de las MC 321/12  Su lucha puso sobre la agenda política costarricense la violación de los derechos indígenas en Costa Rica.

## Biografía
Sergio Rojas tuvo una amplia trayectoria en defensa de los derechos de los pueblos indígenas y se destacó por su constante lucha contra los usurpadores de tierras indígenas. Fue miembro fundador y coordinador del Frente Nacional de Pueblos Indígenas (FRENAPI) y miembro del Consejo Iriria Ditsö Ajkónuk Wakpa.
Fue por más de 10 años presidente de la Asociación de Desarrollo Integral (ADI) de Salitre, institución que siempre reconoció y denunció que es estatal y no indígena, pero que intentó utilizar como vehículo para la recuperación de las tierras indígenas en manos de usurpadores. Sin embargo, fue criminalizado cuando logró al fin tomar control de esta institución que siempre había estado en administración de personas no indígenas y que perpetuaban la usurpación del Territorio Indígena. Es así como en noviembre de 2014, el Poder Judicial y la Fuerza Pública realizaron un operativo en Salitre, y el Ministerio Público acusó a Rojas y a ocho personas más por una calumniosa administración fraudulenta a través de la Asociación de Desarrollo Integral (ADI). Sólo quedó detenido Rojas, quien pasó siete meses en la cárcel sin que la fiscalía haya formalizado cargos en su contra.
Sergio Rojas fue amenazado de muerte de manera sistemática y sufrió otros atentados desde el 2010, todos relacionados con su liderazgo y defensa en la recuperación de tierras indígenas de manos de usurpadores y agresores no indígenas. Además, el 11 de agosto del 2012 la Municipalidad de Buenos Aires lo declaró persona non grata.

## Muerte

### Antecedentes
En abril de 2015 la Comisión Interamericana de Derechos Humanos (CIDH) había otorgado medidas cautelares para los miembros de los pueblos indígenas Teribe y Bribri de Salitre, incluyendo a Rojas, quien había denunciado en el pasado intentos de homicidio en su contra por su activismo en la recuperación de territorios indígenas ocupados de forma ilegal por personas no indígenas. Dichas medidas cautelares ordenaban al Estado garantizar la protección, integridad personal y la vida de los miembros de dichos pueblos.
Rojas había interpuesto una denuncia formal, unas horas antes de su asesinato, sobre amenazas cometidas por supuestos usurpadores de tierras, quienes habían utilizado detonaciones para amedrentar a personas indígenas que habían recuperado una finca de dicha zona, informó la Defensoría de los Habitantes.

### El crimen
Sergio Rojas fue asesinado a balazos el lunes 18 de marzo por la noche al sur de Costa Rica, en la localidad de Yery, cantón de Buenos Aires, provincia de Puntarenas. Fue encontrado sin vida luego de que se reportaran varias detonaciones cerca de su vivienda. El cuerpo fue hallado en el interior de la casa y presentaba varios impactos de bala, principalmente a nivel del abdomen.
Esto ocurrió el mismo día en que Sergio Rojas acompañó al líder espiritual Awá interponer una denuncia en contra de un conocido agresor y usurpador de una gran porción de tierra dentro del Territorio Indígena, dicho agresor quedó en libertad e incluso ofreció varias entrevistas a la prensa aprovechándose de su poder económico.

### Investigación
El Ministerio Público ordenó el 24 de septiembre de 2020 la desestimación y el archivo de la causa penal que se seguía contra los presuntos asesinatos del líder indígena bribri, Sergio Rojas Ortiz. La Fiscalía solicitó la desestimación del caso por falta de pruebas sobre los presuntos asesinos de Rojas. Según la Fiscalía, el entorno, la forma de vida de la zona y la imposibilidad de localizar a los testigos fueron factores que dificultaron la investigación. 
Ante la insistencia de pueblos originarios, la Defensoría de los Habitantes y organismos internacionales el Juzgado Penal de Buenos Aires dictaminó el 14 de enero de 2021 continuar la investigación del homicidio. El Juzgado Penal de Buenos Aires rechazó la solicitud del Ministerio Público de desestimar el caso del asesinato. El criterio del tribunal es que la investigación penal del asesinato cometido en marzo de 2019 debe continuar, pues no se han agotado las herramientas investigativas disponibles.